# Han Dingxiang
Han Dingxiang (chinesisch 韓鼎祥 / 韩鼎祥, Pinyin Hán Dǐngxiáng; * 17. Mai 1937; † 9. September 2007) war chinesischer römisch-katholischer Untergrund-Bischof von Yongnian (永年县/永年縣) in der Provinz Hebei.

## Leben
Han Dingxiang empfing 1986 die Priesterweihe und 1989 die Bischofsweihe.
Han Dingxiang wurde von der chinesischen Regierung insgesamt elf Mal verhaftet, interniert oder unter Hausarrest gestellt. Von 1960 bis 1979 war er in einem Arbeitslager; insgesamt verbrachte er 35 Jahre seines Lebens in Haft oder Gewahrsam. Zuletzt wurde er 1999 unter Arrest gestellt, als er einige Nonnen zu Exerzitien in Shijiazhuang begleitete. Seit 2005 wurde er an einem unbekannten Ort festgehalten.
Han Dingxiang starb angeblich an den Folgen von Lungenkrebs in einem Hospital, in das kurz vor seinem Tod verbracht worden war. Seinen Verwandten, die von den örtlichen Behörden an sein Krankenbett beordert worden waren, war von der vermeintlichen Krankheit nichts bekannt. Unmittelbar nach Hans Tod hätten Regierungsbehörden die Einäscherung der Leiche angeordnet, binnen sechs Stunden wurde die Asche in der Nacht auf einem öffentlichen Friedhof beigesetzt. Die US-amerikanische Kardinal-Kung-Stiftung forderte den Vatikan auf, eine offizielle Untersuchung einzuleiten.